# Josephine Betschart
Josephine Betschart, född 1987, är en svensk skådespelerska och musikalartist.

## Biografi
Josephine Betschart är uppvuxen i Trosa kommun. Hon är utbildad Teaterhögskolan i Stockholm och på Kungliga musikhögskolan. Hon har även specialistutbildning i Musikteater och dockteater från Novia Yrkeshögskola i Finland och utbildad på Yrkesutbildningen Musik- & Eventarrangör vid Campus Nyköping.
Hon är yrkesverksam inom både teater och musikal. Hon har medverkat i föreställningar som Kalevala - Åbo Svenska Teater 2019-2020, Broarna i Madison County (Maximteater 2018 Regi Rikard Bergqvist), Jesus Christ Superstar på Göta Lejon 2012, På Oscarsteatern har hon medverkat i Rasmus på luffen 2009 och Karlsson på taket smyger igen 2010 båda i regi av Staffan Götestam. Karlsson på taket smyger igen åkte även på turné över Sverige 2011.
2016 startade Josephine Betschart Trosa sommarteater. Det blev stor uppmärksamhet och både Svt och P4 Sörmland gjorde reportage. Första föreställningarna var “Folk och rövare i Kamomilla stad” och den egenskriva Musikteatern “Missförstånd på Garvaregränd”. Sedan starten har Josephine regisserat alla föreställningar, “Pippi på de sju haven” 2017, “Karlsson på taket” 2018 och “Peter Pan – äventyret i Aldrignånsinland” 2019 (Manus & musik skrevs av Josephine Betschart och Boby Almroth.)
Josephine Betschart medverkade i  Musikalpodden (avsnitt 46, 13 april 2019) av och blev intervjuad av Viktoria Tocca.
Josephine Betschart  medverkade  i Grammisgalan Live 2014 som skådespelare  i Veronica Maggios nummer Hädanefter som hade Alice i underlandet-tema. Grammisgalan 2014 hölls på Cirkus i Stockholm den 19 februari 2014  Galan sändes i SVT 1.

## Utmärkelser
2017 fick Josephine Betschart Trosa Kommuns kulturpris. Juryns motiveringar: “Josephine Betschart är en sann eldsjäl som under lång tid profilerat sig inom Trosa kommuns kulturliv. Hennes verksamhet omfattar både föreningslivet, kyrkans sfär och den professionella dans- och teaterscenen, där hon både skådespelar och regisserar. Oavsett sammanhang förgyller hon det med sin kreativitet och entusiasm, och inte minst med sin höga konstnärliga nivå”.